# العلاقات الأسترالية النمساوية
العلاقات الأسترالية النمساوية هي العلاقات الثنائية التي تجمع بين أستراليا والنمسا.

## مقارنة بين البلدين
هذه مقارنة عامة ومرجعية للدولتين:
| وجه المقارنة                                              | أستراليا                                   | النمسا                                                    |
| --------------------------------------------------------- | ------------------------------------------ | --------------------------------------------------------- |
| المساحة (كم2)                                             | 7.69 مليون                                 | 83.86 ألف                                                 |
| عدد السكان (نسمة)                                         | 24.51 مليون                                | 8.81 مليون                                                |
| الكثافة السكانية (ن./كم²)                                 | 3.19                                       | 105.06                                                    |
| العاصمة                                                   | كانبرا، ملبورن                             | فيينا                                                     |
| اللغة الرسمية                                             | لغة إنجليزية                               | اللغة الألمانية، لغة الإشارة النمساوية ‏                   |
| العملة                                                    | دولار أسترالي، جنيه إسترليني، جنيه أسترالي | يورو، شلن نمساوي، رايخ مارك، شلن نمساوي                   |
| الناتج المحلي الإجمالي (بليون دولار)                      | 1.32 تريليون                               | 416.60 مليار                                              |
| الناتج المحلي الإجمالي (تعادل القوة الشرائية) بليون دولار | 1.10 تريليون                               | 426.99 مليار                                              |
| الناتج المحلي الإجمالي الاسمي للفرد دولار أمريكي          | 56.31 ألف                                  | 43.77 ألف                                                 |
| الناتج المحلي الإجمالي للفرد دولار أمريكي                 | 45.92 ألف                                  | 47.68 ألف                                                 |
| مؤشر التنمية البشرية                                      | 0.939                                      | 0.885                                                     |
| رمز المكالمات الدولي                                      | +61                                        | +43                                                       |
| رمز الإنترنت                                              | .au                                        | .at                                                       |
| المنطقة الزمنية                                           |                                            | توقيت وسط أوروبا، ت ع م+01:00، ت ع م+02:00، أوروبا/فيينا ‏ |

## منظمات دولية مشتركة
يشترك البلدان في عضوية مجموعة من المنظمات الدولية، منها:
| علم المنظمة | اسم المنظمة                               | تاريخ انضمام أستراليا | تاريخ انضمام النمسا |
| ----------- | ----------------------------------------- | --------------------- | ------------------- |
|             | منظمة التعاون الاقتصادي والتنمية          | ?                     | ?                   |
|             | منظمة التجارة العالمية                    | ?                     | ?                   |
|             | الاتحاد البريدي العالمي                   | ?                     | ?                   |
|             | الوكالة الدولية للطاقة                    | ?                     | ?                   |
|             | مجموعة الموردين النوويين                  | ?                     | ?                   |
|             | يونسكو                                    | 4 نوفمبر 1946         | 13 أغسطس 1948       |
|             | الفريق المعني برصد الأرض                  | ?                     | ?                   |
|             | مؤسسة التمويل الدولية                     | 20 يوليو 1956         | 28 سبتمبر 1956      |
|             | المركز الدولي لتسوية المنازعات الاستشارية | 1 يونيو 1991          | 24 يونيو 1971       |
|             | بنك التنمية الآسيوي                       | 1966                  | 1966                |
|             | منظمة حظر الأسلحة الكيميائية              | ?                     | ?                   |
|             | مؤسسة التنمية الدولية                     | 24 سبتمبر 1960        | 28 يونيو 1961       |
|             | مجموعة أستراليا                           | 1985                  | 1989                |
|             | نظام تحكم تكنولوجيا القذائف               | 1990                  | 1991                |
|             | وكالة ضمان الاستثمار متعدد الأطراف        | 10 فبراير 1999        | 16 ديسمبر 1997      |
|             | الاتحاد الدولي للاتصالات                  | 27 مايو 1878          | 1866                |
|             | منظمة الشرطة الجنائية الدولية             | ?                     | ?                   |
|             | الأمم المتحدة                             | 1 نوفمبر 1945         | 14 ديسمبر 1955      |
|             | البنك الدولي للإنشاء والتعمير             | 5 أغسطس 1947          | 27 أغسطس 1948       |

## أعلام
هذه قائمة لبعض الشخصيات التي تربطها علاقات بالبلدين:
- تشارلز أوسبورن (24 نوفمبر 1927[30] – 23 سبتمبر 2017)
- جيمس جيجو (لاعب كرة قدم أسترالي، 12 فبراير 1992[31] – )
- ستيفان ماوك (لاعب كرة قدم أسترالي، 12 أكتوبر 1995[32] – )
- ماركوس زوساك (23 يونيو 1975[33][34][35] – )

## وصلات خارجية
- موقع وزارة الخارجية الأسترالية
- موقع وزارة الخارجية النمساوية